# 袁广泉 (翻译家)
袁广泉（1963年—2020年5月22日），山东省枣庄人，大阪教育大学和神户大学毕业，知名日语翻译家、江苏师范大学外国语学院副教授。袁广泉主要翻译了石川禎浩、森時彥、武上真理子、狹間直樹等日本学者的中国史著作。

## 生平
1963年，袁广泉出生在江苏省徐州市。1995年3月，袁广泉从日本大阪教育大学本科毕业。1997年3月又从日本大阪教育大学大学院毕业。2000年，袁广泉从日本神户大学大学院取得博士学位，曾师从石川祯浩。2007年，大学共同利用法人（人间文化研究机构）聘用袁广泉到京都大学做客座副教授，2012年任期满。
袁广泉回到中国之后，先后在曲阜师范大学外国语学院、徐州师范大学外国语学院、江苏师范大学外国语学院执教。
2020年5月22日，袁广泉因心肌梗死去世。

## 家庭
袁广泉和妻子鞠霞育有一女袁典，袁典嫁到了日本大阪市。

## 译著
- 石川祯浩. . 北京市: 社会科学文献出版社. 2000. ISBN 9787509742693.

- 石川祯浩. . 北京市: 北京大学出版社. 2015. ISBN 9787301259726.

- 森川裕貫. . 北京市: 社会科学文献出版社. 2017. ISBN 9787520101004.

- 菊池一隆. . 北京市: 社会科学文献出版社. 2011. ISBN 9787509723265.

- 武上真理子. . 北京市: 社会科学文献出版社. 2016. ISBN 9787509796689.

- 森时彦. . 北京市: 社会科学文献出版社. 2010. ISBN 9787509712221.